# Nekrolog 1740
Nekrolog
◄◄
| ◄
| 1736
| 1737
| 1738
| 1739
| 1740 | 1741 | 1742 | 1743 | 1744 | ► | ►►
Weitere Ereignisse | Allgemeiner Nekrolog 1740
Die Beschreibung der verstorbenen Person sollte so kurz wie möglich gehalten sein und nur deren signifikante Tätigkeit(en) enthalten.
Neue Namen ggf. auch unter dem Geburts- und Sterbedatum, also etwa unter 1. Januar und im Geburts- und Sterbejahr (2024) eintragen (nur bei entsprechender großer Wichtigkeit). Für Beispiele siehe die schon vorhandenen Artikel.
Außerdem über die fünf zuletzt Verstorbenen, zu denen es einen ausreichend guten Artikel für eine Präsentation auf der Hauptseite gibt, nach der todesbedingten Überarbeitung der Artikel ggf. auch unter Wikipedia Diskussion:Hauptseite informieren und sie am besten auch in den anderen Wikipedia-Sprachversionen eintragen. Tipp: Regelmäßig bei news.google.de nach „ist tot“, „gestorben“ oder „verstorben“ suchen.
Wenn eine Person gestorben ist, gibt es viele Seiten zu dieser Person in der Wikipedia, die davon auch betroffen sind und entsprechend aktualisiert werden müssen. Beispiele: Namenübersichtsseite, Geburtsjahr, Geburtsort-Seiten und viele mehr.
Wie finde ich die betroffenen Seiten?
Im Suchfeld auf der linken Seite gibt man den Suchbegriff so ein: „Vorname Nachname“. Dann klickt man auf Volltext und alle Seiten mit entsprechendem Suchtext werden aufgerufen. Hier sieht man dann schnell, wo auch das Todesjahr Sinn macht oder sogar ein Teil des Artikels angepasst werden muss. Auch hilft das „Werkzeug“ auf der linken Seite sehr gut, um solche Seiten aufzufinden: „Links auf diese Seite“. Somit ist die Wikipedia wieder aktuell in allen Bereichen! Hinweis: bei Eintragung der Kategorie „Gestorben JAHR“ wird der Missbrauchsfilter 49 ausgelöst, was jedoch nicht schlimm ist. Siehe: Spezial:Missbrauchsfilter/49
Dies ist eine Liste von im Jahr 1740 verstorbenen bekannten Persönlichkeiten. Die Einträge erfolgen innerhalb der einzelnen Daten alphabetisch sortiert. Tiere sind im Nekrolog für Tiere zu finden.

## Januar
| Tag        | Name                                        | Beruf, bekannt als                                                                                     | Alter | Beleg |
| ---------- | ------------------------------------------- | --- | ----- | ----- |
| 2. Januar  | Johann Georg Weichenberger                  | österreichischer Lautenist und Komponist                                                               | 63    |       |
| 5. Januar  | Antonio Lotti                               | italienischer Komponist                                                                                |       |       |
| 11. Januar | Gianantonio Davia                           | italienischer Bischof und Kardinal                                                                     | 79    |       |
| 13. Januar | William Turner                              | englischer Sänger (Tenor) und Komponist                                                                |       |       |
| 13. Januar | Hieronymus Übelbacher                       | Propst von Stift Dürnstein, Initiator des barocken Umbaus                                              |       |       |
| 16. Januar | Christian Heinrich Behm                     | Abt im Kloster Amelungsborn                                                                            | 77    |       |
| 19. Januar | Ludwig Christian Mieg                       | deutscher Theologe und Prediger                                                                        | 71    |       |
| 20. Januar | Nicolaus Comnenus Papadopoli                | italienischer Kirchenrechtler und Historiker griechischer Herkunft                                     | 85    |       |
| 21. Januar | Jacques Cassard                             | französischer Freibeuter                                                                               | 60    |       |
| 22. Januar | Giberto Borromeo                            | Kardinal der römisch-katholischen Kirche                                                               | 68    |       |
| 25. Januar | Geminiano Giacomelli                        | italienischer Opernkomponist                                                                           | 47    |       |
| 27. Januar | Louis IV. Henri de Bourbon, prince de Condé | französischer Prinz von Geblüt, Präsident des Regentschaftsrats, Großhofmeister des königlichen Hauses | 47    |       |

## Februar
| Tag         | Name                       | Beruf, bekannt als                                                             | Alter | Beleg |
| ----------- | -------------------------- | ------------------------------------------------------------------------------ | ----- | ----- |
| 1. Februar  | Georg Melchior von Ludolf  | deutscher Rechtswissenschaftler und Assessor am Reichskammergericht zu Wetzlar | 72    |       |
| 4. Februar  | Erhard Reusch              | deutscher Philologe, Rechtswissenschaftler und Hochschullehrer                 | 61    |       |
| 8. Februar  | Clemens XII.               | Papst (1730–1740)                                                              | 87    |       |
| 9. Februar  | Vincent Lübeck             | deutscher Komponist des Barock                                                 | 85    |       |
| 14. Februar | Ludwig von Wattenwyl       | Schweizer Politiker und Militärperson                                          |       |       |
| 15. Februar | Rupert Gruber              | deutscher Benediktiner, Chorherr im Kloster Gars, Gelehrter                    | 50    |       |
| 19. Februar | Wulf Jasper von Brockdorff | deutscher Generalmajor                                                         | 66    |       |
| 23. Februar | Taco Hajo van den Honert   | deutscher reformierter Theologe                                                | 73    |       |
| 28. Februar | Pietro Ottoboni            | italienischer Kardinal, Mäzen und Librettist                                   | 72    |       |
| Februar     | Jacob Vanderlint           | britischer Holzhändler und ökonomischer Schriftsteller                         |       |       |

## März
| Tag      | Name                             | Beruf, bekannt als                                                                         | Alter | Beleg |
| -------- | -------------------------------- | ------------------------------------------------------------------------------------------ | ----- | ----- |
| 7. März  | Joseph von Rudolphi              | Abt und Küchenmeister                                                                      | 73    |       |
| 8. März  | Christoph Semler                 | Gründer der ersten deutschen Realschule                                                    | 70    |       |
| 9. März  | Christfried Kirch                | deutscher Astronom und Kalendermacher                                                      | 45    |       |
| 12. März | Gisela Agnes von Rath            | Regentin des Fürstentums Anhalt-Köthen                                                     | 70    |       |
| 12. März | August Jakob Heinrich von Suckow | Kommandierender General und Militärpräsident der Landesadministration des Temescher Banats |       |       |
| 13. März | Michelangelo Tilli               | italienischer Arzt und Botaniker                                                           | 84    |       |
| 14. März | Vitus Georg Tönnemann            | deutscher Jesuit                                                                           |       |       |
| 16. März | Christoph Andreas Johann Szembek | Bischof von Ermland                                                                        | 59    |       |
| 18. März | François Descurain               | französischer Apotheker und Botaniker                                                      | 81    |       |
| 23. März | Olof Rudbeck der Jüngere         | schwedischer Anatom und Botaniker                                                          | 80    |       |
| 25. März | Gabriel von Bömeln               | Bürgermeister von Danzig                                                                   | 81    |       |
| 31. März | Johann Christoph Meurer          | deutscher Generalsuperintendent                                                            | 71    |       |
| März     | Georg Wilhelm Saxer              | deutscher Organist und Komponist                                                           |       |       |

## April
| Tag       | Name                              | Beruf, bekannt als                                               | Alter | Beleg |
| --------- | --------------------------------- | ---------------------------------------------------------------- | ----- | ----- |
| 6. April  | Jacques Lallemant                 | französischer römisch-katholischer Geistlicher, Bischof von Sées | 49    |       |
| 7. April  | Joachim von Brawe                 | deutscher Diplomat                                               | 76    |       |
| 14. April | Franz Ludwig Stadlin              | Schweizer Jesuit und Kaiserlicher Hofuhrmacher am Hof in China   | 81    |       |
| 15. April | Anselm Hörmanseder                | österreichischer Augustiner                                      | 54    |       |
| 16. April | José de Armendáriz                | spanischer Grande, Vizekönig von Peru                            |       |       |
| 21. April | Antonio Balestra                  | italienischer Maler                                              | 73    |       |
| 21. April | Johann Gottlob Pfeiffer           | deutscher evangelischer Theologe, Orientalist und Komponist      |       |       |
| 21. April | Thomas Tickell                    | englischer Dichter und Gelehrter                                 | 54    |       |
| 23. April | Daniel Croner                     | siebenbürgischer Theologe und Organist                           | 84    |       |
| 25. April | Hans Wolf von Buchwitz und Buchau | niederländischer Generalmajor und Kommandant von Luxemburg       |       |       |
| 25. April | Simon Sasslaber                   | österreichischer Steinmetzmeister des Barock                     |       |       |
| 27. April | Johann Joachim Kretzschmar        | deutscher Bildhauer                                              | 62    |       |
| 28. April | Bajirao I.                        | Peshwa der Marathen                                              | 39    |       |
| 29. April | Cristoforo Benedetti              | italienischer Barockbildhauer                                    |       |       |

## Mai
| Tag     | Name                                | Beruf, bekannt als | Alter | Beleg |
| ------- | ----------------------------------- | --- | ----- | ----- |
| 1. Mai  | Johann Daniel Longolius             | deutscher Arzt und Mathematiker | 62    |       |
| 5. Mai  | Georg Jacob Kehr                    | deutscher Orientalist, Übersetzer und Numismatiker | 47    |       |
| 7. Mai  | Adolf Friedrich von Bassewitz       | deutsch-schwedischer Offizier, unterzeichnete 1719 als Königlich großbritannisch-braunschweig-lüneburgischer Gesandter den Friedensvertrag zwischen Schweden und Großbritannien |       |       |
| 14. Mai | Christoph Ehrenreich von der Trenck | preußischer Generalmajor, Erbherr auf Groß-Scharlack und Schackulack | 63    |       |
| 15. Mai | Ephraim Chambers                    | englischer Schriftsteller |       |       |
| 17. Mai | Jean Cavalier                       | Hauptanführer der Kamisarden im Cevennenkrieg und englischer Gouverneur von Jersey                                                                                              |       |       |
| 19. Mai | Theophilus von Corte                | französischer Ordensgeistlicher und Heiliger | 63    |       |
| 22. Mai | Claude-Louis de La Châtre           | Bischof von Agde | 41    |       |
| 22. Mai | Gerhard Werner Teschemacher         | Bürgermeister von Elberfeld | 73    |       |
| 23. Mai | Lubentius Huben                     | kurpfälzischer Regierungsrat, Mäzen |       |       |
| 30. Mai | Wilhelmine Charlotte Nüssler        | Reichsgräfin von Ballenstedt | 57    |       |
| 31. Mai | Friedrich Wilhelm I.                | König in Preußen (1713–1740) | 51    |       |

## Juni
| Tag      | Name                                 | Beruf, bekannt als                                              | Alter | Beleg |
| -------- | ------------------------------------ | --------------------------------------------------------------- | ----- | ----- |
| 1. Juni  | Samuel Werenfels                     | reformierter Theologe                                           | 83    |       |
| 5. Juni  | Johann Georg Abicht                  | deutscher lutherischer Theologe und Sprachforscher              | 68    |       |
| 5. Juni  | Henry Grey, 1. Duke of Kent          | britischer Peer und Politiker                                   | 68    |       |
| 5. Juni  | Thomas Onslow, 2. Baron Onslow       | englischer Adeliger und Politiker                               |       |       |
| 7. Juni  | Maria Elisabeth von Österreich       | Habsburger-Prinzessin                                           | 3     |       |
| 7. Juni  | Alexander Spotswood                  | britisch-amerikanischer Politiker                               |       |       |
| 12. Juni | Johann Franz Schenk von Stauffenberg | Fürstbischof von Konstanz und Augsburg                          | 82    |       |
| 15. Juni | Joseph Jenckes                       | britischer Politiker                                            |       |       |
| 17. Juni | William Wyndham, 3. Baronet          | britischer Staatsmann und Adliger                               |       |       |
| 24. Juni | Serafino Cenci                       | italienischer Geistlicher, Erzbischof von Benevent und Kardinal | 64    |       |
| 24. Juni | Woldemar Freiherr von Löwendal       | sächsischer Minister und Unternehmer                            | 79    |       |
| 27. Juni | Johann Georg Steigerthal             | Mediziner, Leibarzt Georgs I. von England                       | 74    |       |

## Juli
| Tag      | Name                                 | Beruf, bekannt als | Alter | Beleg |
| -------- | ------------------------------------ | --- | ----- | ----- |
| 1. Juli  | Johann Philipp Ruckerbauer           | österreichischer Barockmaler | 77    |       |
| 5. Juli  | John Wanton                          | britischer Politiker und Offizier                                                                                               | 67    |       |
| 6. Juli  | Claudius Amyand                      | französischer Chirurg |       |       |
| 8. Juli  | Pjotr Michailowitsch Jeropkin        | russischer Architekt |       |       |
| 12. Juli | Gerhard von Dernath                  | holstein-gottorfischer Diplomat, Geheimer Rat und Feldmarschall                                                                 |       |       |
| 13. Juli | Susanna Margaretha Frisching         | Berner Patrizierin |       |       |
| 14. Juli | Hieronymus Alfieri                   | österreichischer Bildhauer |       |       |
| 16. Juli | Johann Kupetzky                      | tschechischer und slowakischer Maler                                                                                            |       |       |
| 16. Juli | Maria Anna von der Pfalz             | Königin von Spanien | 72    |       |
| 19. Juli | Christian Christophersen Sehested    | Kanzler von Dänemark | 74    |       |
| 19. Juli | François van Aerssen van Sommelsdijk | niederländischer Offizier und Kolonialbeamter                                                                                   | 71    |       |
| 21. Juli | Johann Evangelist Holzer             | deutsch-österreichischer Maler des Rokoko                                                                                       | 30    |       |
| 24. Juli | Erhard Friedrich von Wedel-Jarlsberg | dänischer General, kommandierender General in Norwegen, Oberkommandant von Oldenburg, Begründer der Linie Wedel-Evenburg-Gödens | 71    |       |

## August
| Tag        | Name                             | Beruf, bekannt als                                                                   | Alter | Beleg |
| ---------- | -------------------------------- | ------------------------------------------------------------------------------------ | ----- | ----- |
| 4. August  | Wilhelm Heinrich von Thulemeyer  | königlich preußischer Justizminister, ab 1731 preußischer Staats- und Kriegsminister | 57    |       |
| 14. August | Johann Christian Lünig           | deutscher Jurist, Historiker und Publizist                                           | 77    |       |
| 15. August | Friedrich August von Klettenberg | Verwaltungsjurist, Politiker, waldeckscher Kanzler                                   | 52    |       |

## September
| Tag           | Name                                                       | Beruf, bekannt als                                            | Alter | Beleg |
| ------------- | ---------------------------------------------------------- | ------------------------------------------------------------- | ----- | ----- |
| 5. September  | Maria Catharina Feith                                      | niederländische Stifterin                                     |       |       |
| 19. September | Bartolomeu Bueno da Silva                                  | brasilianischer Bandeirante                                   |       |       |
| 22. September | Johann Georg Kannhäuser                                    | bayerischer Baumeister und Stuckateur                         |       |       |
| 25. September | Charlotte Wilhelmine Amalie Alexandrina von Nassau-Hadamar | Prinzessin von Nassau-Hadamar, durch Heirat Gräfin von Merode | 37    |       |
| 27. September | Johann Friedrich Grael                                     | deutscher Baumeister                                          | 33    |       |

## Oktober
| Tag         | Name                                | Beruf, bekannt als                                                           | Alter | Beleg |
| ----------- | ----------------------------------- | ---------------------------------------------------------------------------- | ----- | ----- |
| 1. Oktober  | Georg Rudolph von Glaubitz          | königlicher-preußischer Generalleutnant                                      |       |       |
| 5. Oktober  | Jean-Philippe Baratier              | Wunderkind und Sprachgenie                                                   | 19    |       |
| 5. Oktober  | Friedrich Opfergeldt                | deutscher lutherischer Theologe                                              | 71    |       |
| 11. Oktober | Magdalena Augusta von Anhalt-Zerbst | Herzogin von Sachsen-Gotha-Altenburg                                         | 60    |       |
| 12. Oktober | Joachim Friedrich von Flemming      | sächsischer, später brandenburgischer, Heerführer und Gouverneur von Leipzig | 75    |       |
| 16. Oktober | Brandan Meibom                      | deutscher Botaniker und Direktor des Botanischen Gartens in Helmstedt        | 62    |       |
| 20. Oktober | Karl VI.                            | Kaiser des Heiligen Römischen Reiches, König von Böhmen und Ungarn           | 55    |       |
| 20. Oktober | Rupert Neß                          | 52. Abt von Ottobeuren                                                       | 69    |       |
| 21. Oktober | Charles du Bois                     | englischer Kaufmann und Botaniker                                            |       |       |
| 22. Oktober | Johann Christoph Frauendorff        | deutscher Librettist, Jurist und Bürgermeister                               | 76    |       |
| 27. Oktober | Charles du Plessis d’Argentré       | französischer Bischof                                                        | 67    |       |
| 28. Oktober | Anna                                | russische Zarin sowie vormalige Herzogin von Kurland und Semgallen           | 47    |       |

## November
| Tag          | Name                      | Beruf, bekannt als                                                   | Alter | Beleg |
| ------------ | ------------------------- | -------------------------------------------------------------------- | ----- | ----- |
| 4. November  | Peter Friedrich Arpe      | Jurist und Verfasser zahlreicher juristischer und historischer Werke | 58    |       |
| 8. November  | Ulrich Friedrich von Suhm | Diplomat und ein Freund Friedrichs des Großen                        | 49    |       |
| 22. November | Georg Gsell               | Schweizer Barockmaler, Kunstberater und Kunsthändler                 | 67    |       |
| 24. November | Georg Wilhelm Vestner     | deutscher Medailleur und Stempelschneider                            | 63    |       |
| 25. November | Engelke von Bülow         | dänischer Hofbeamter und Amtmann                                     | 49    |       |
| 28. November | Günther XLIII.            | Fürst von Schwarzburg-Sondershausen                                  | 62    |       |
| 28. November | Johann Adolf von Metsch   | Reichsvizekanzler                                                    | 68    |       |

## Dezember
| Tag          | Name                                | Beruf, bekannt als                                                              | Alter | Beleg |
| ------------ | ----------------------------------- | ------------------------------------------------------------------------------- | ----- | ----- |
| 3. Dezember  | Wilhelm Ludwig Bardili              | Bürgermeister Heilbronns                                                        | 72    |       |
| 3. Dezember  | Jakob Weidle                        | Winzer                                                                          | 70    |       |
| 9. Dezember  | Johann Gottlieb Michaelis           | sächsischer Geheimkämmerer und Sammlungsinspektor                               | 36    |       |
| 11. Dezember | Sidonia Hedwig Zäunemann            | deutsche Dichterin                                                              | 29    |       |
| 13. Dezember | Benedetto Erba Odescalchi           | Erzbischof von Mailand (1712–1737) und Kardinal der römisch-katholischen Kirche | 61    |       |
| 14. Dezember | Johann Amman                        | Schweizer Arzt und Botaniker                                                    | 32    |       |
| 15. Dezember | Georg Haner                         | siebenbürgischer lutherischer Theologe und Kirchenhistoriker                    | 68    |       |
| 23. Dezember | Daniel Waterland                    | englischer Theologe                                                             | 57    |       |
| 24. Dezember | Rütger von Scheven                  | Dürener Unternehmer, Papierhersteller                                           |       |       |
| 25. Dezember | Jean Soanen                         | französischer Bischof der katholischen Kirche                                   | 93    |       |
| 26. Dezember | Moritz Ludwig II. von Nassau-LaLecq | Herr von Lek und Beverweerd                                                     |       |       |

## Datum unbekannt
| Tag | Name                                          | Beruf, bekannt als                                                                                          | Alter | Beleg |
| --- | --------------------------------------------- | --- | ----- | ----- |
|     | Abbas III.                                    | Schah von Persien                                                                                           |       |       |
|     | Anton von Blankensee                          | preußischer Oberst und Regimentschef                                                                        |       |       |
|     | Hans Balthasar Burckhardt                     | Schweizer Unternehmer und Politiker                                                                         |       |       |
|     | François Chauvon                              | französischer Komponist des Barock                                                                          |       |       |
|     | Pierre Crozat                                 | französischer Finanzmann, Kunstsammler und Mäzen                                                            |       |       |
|     | Anne Ferrand                                  | französische Schriftstellerin                                                                               |       |       |
|     | Abraham Frencel                               | sorbischer lutherischer Geistlicher Historiograph                                                           |       |       |
|     | Amalie Wilhelmine von Königsmarck             | Schwester der Maitresse von August dem Starken                                                              |       |       |
|     | Gregor Lederwasch III                         | österreichischer Maler                                                                                      |       |       |
|     | Granny Nanny                                  | jamaikanische Maroon und Freiheitskämpferin                                                                 |       |       |
|     | Bogislaw Ulrich von Puttkamer                 | preußischer Rittergutsbesitzer und Landrat des Kreises Stolp                                                |       |       |
|     | Johann Adam Remele                            | deutscher Maler                                                                                             |       |       |
|     | Hans Friedrich Römer                          | Domdechant des Hochstifts Magdeburg                                                                         |       |       |
|     | Siegmund von Sack                             | königlich-preußischer Generalmajor, Kommandant der Festung Kolberg sowie Chef des Garnisonsbataillons Nr. 3 |       |       |
|     | Christoph Scheurl von Defersdorf in Heuchling | deutscher Jurist, Nürnberger Ratskonsulent und Rat des Fürsten zu Schwarzenberg                             |       |       |
|     | Johann Parum Schultze                         | Dorfschulze in Süthen im Hannoverschen Wendland                                                             |       |       |
|     | Peter von Sivers                              | russischer Seeoffizier und Admiral von dänischer (ursprünglich holsteinischer) Abstammung                   |       |       |
|     | Tahmasp II.                                   | Schah von Persien                                                                                           |       |       |
|     | Adolph Heinrich von Winterfeld                | preußischer Landrat                                                                                         |       |       |